# Linneper Hof

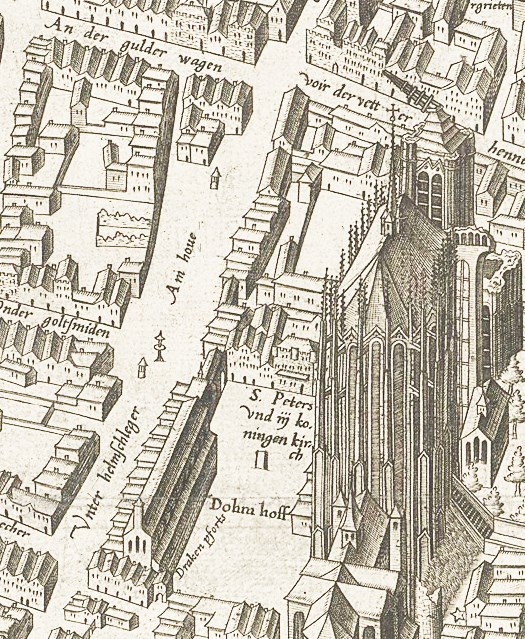
Arnold Mercator: Kölner Stadtansicht von 1570, südliches Domvorfeld (S ↔ N).
Der Linneper Hof wird fast vollständig vom Domchor verdeckt.

Der Reifferscheider Hof oder Linneper Hof (ungenau auch häufig: Lenneper Hof) war ein Adelshof der Familien Reifferscheid, Linnep, Sayn-Wittgenstein und Neuenahr im erbvogteilichen Hachtbezirk auf dem Domhof in Köln, der in den 1740er Jahren niedergelegt wurde. Er wurde von Mitgliedern des Kölner Domkapitels bewohnt und war ein Erbpachthof des Domklosters. Heute gehört das Areal zum Gelände des Römisch-Germanischen Museums.

## Geschichte

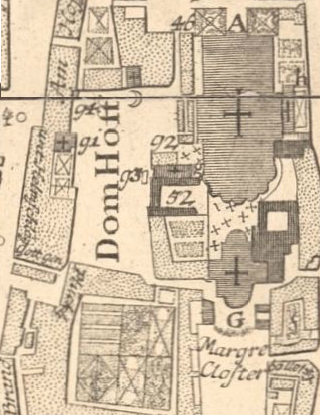
Johann Valentin Reinhardt: Kölner Stadtplan von 1752, Domhof (S ↔ N). Legende:
A – Metropolitana (Domchor)
G – B. M. V. ad Gradus
g – St. Johann Evangelist
– Hospit. Spirit. Sanct.
52 – Seminarium (früher:
Linneper Hof)
91 – Official-Gericht
92 – Hoch gericht
93 – Blauer Stein
94 – Hacht

Der Reifferscheider oder Linneper Hof war ein Erbklosterhof (erffcloisterhoiff) des Kölner Domklosters, das als Kanonikerhaus genutzt wurde. Er lag unmittelbar südlich vom Chorbau des Kölner Doms auf dem Domhof, östlich neben der Kirche St. Johannis in Curia (St. Johannes Evangelist). Das Hochgericht befand sich westlich neben dieser Kirche. Auf das Gelände des Immunitätsbezirks der Kölner Domfreiheit gelangte man durch die „Drachenpforte“ im Osten oder die „Hachtpforte“ im Südwesten.
Der Hof war ursprünglich Wohnung der Kölner Erzbischöfe und wurde der „Alte Palast“ (antiquum palatium) genannt. 1237 oder 1238 wurde er von Erzbischof Heinrich I. von Müllenark  († 1238) dem Domkapitel als Kanoniker-Wohnung geschenkt. In dem Haus, neben dem noch bis 1248 der alte karolingische Hildebold-Dom stand, lebte der Kanoniker Herimann von Heppendorf († 1257), ein Bruder des Kölner Erbvogtes Gerhard II. von Heppendorf († 1259). Beide waren Söhne des Hermann II. (IV.) von Heppendorf-Alpen († 1234/35) und der Agnes von Linnep. 
Das Haus wurde in der Folgezeit von Angehörigen der Familie Reifferscheid bewohnt; als Kölner Domherren werden Heinrich I. († 1318), Heinrich II. († nach 1330) und Gerhard von Reifferscheid († nach 1371) erwähnt. Der ehemalige Domherr Ludwig von Reifferscheid († 1402), der 1374 auf sein Kanonikat verzichtete und geheiratet hatte, verkaufte 1375 seinen Hof am Domhof in Köln an den Domherren Wilhelm von Tomberg. Das Anwesen gelangte an Wilhelm von Sombreffe, der es 1397 an den Domherren Gottfried von (Heinsberg, Graf von Loon und) Chiny übergab. Gottfried von Chiny verkaufte es im folgenden Jahr 1398 weiter an den Domherren und Subdekan Johannes II. von Linnep († 1431), Prior von St. Gereon. Der Reifferscheider Hof erhielt den Beinamen Linneper Hof.
Der Reifferscheider Hof gelangte in den Besitz des Kölner Domherren Dietrich von Linnep († 1461), des letzten männlichen Abkömmlings (Agnaten) der Herren von Linnep. Dietrich von Linnep war ein Sohn der Elisabeth von Sayn-Wittgenstein. Nach seinem Tod kam der Reifferscheider oder Linneper Hof aufm Domhofe als Erbklosterhof des Kölner Domklosters kurzzeitig in den Besitz des Dompropstes Gottfried von Sayn-Wittgenstein († 1461). Nach dessen Tod wollte sein Bruder, der Generalvikar Werner von Sayn-Wittgenstein († 1472), Propst von St. Gereon, den Erbhof von Reifferscheid (domus hereditarie de Rifferscheit) auf dem Domhof im August 1462 an den Kölner Domherren und Aachener Propst Johann von Neuenahr († 1466) verkaufen, einen Sohn des Kölner Erbvogts Gumprechts (II.) IV. von Neuenahr († 1484) und Enkel der Mechthild von Reifferscheidt. Johann von Neuenahr wollte jedoch nicht in der Klausur wohnen und überließ das Haus den zuständigen Erben. Der Hof wurde einen Monat später von den Testamentsvollstreckern an Domkapitular (später Dompropst) Georg I. von Sayn-Wittgenstein († 1510) übergeben. Dieser stellte ihn 1477 dem Trierer Erzbischof Johann II. von Baden (1434–1503, reg. 1456), jedoch „nur auf Lebenszeit“ zur Verfügung. Erzbischof Johann, der gerade als Gesandter Maximilians I. von Österreich in Gent die Brautwerbung um Maria von Burgund übermittelt hatte, hielt sich zum Zeitpunkt der Überlassung des Hauses gleichzeitig mit dem Erzherzog, der zur Verlobung anreiste, in Köln auf und schloss vier Tage später am 23. Juli 1477 einen Münzverein mit Kurmainz, Kurpfalz und Jülich.
Der Reifferscheidsche Hof am Domhof wurde noch vor dem Tod Erzbischof Johanns dem Kölner Domherren Dietrich II. zu Nuenair († 1505) überlassen, einem Enkel des Gumprechts (II.) IV. von Neuenahr und Neffen Dietrichs von Linnep. Seine Mutter war Eva von Linnep († 1483) gewesen, eine Tochter der Elisabeth von Sayn-Wittgenstein, sein Vater Friedrich von Neuenahr-Alpen († 1468). Vermutlich wurde in dieser Zeit der 1442 von Erbvogt Gumprecht (II.) IV. erworbene „Saal“ (palatio; Stadtschloss) neben der „Hacht“ (dem Gefängnis) auf dem Domhof gemeinsam mit dem Hof verwaltet. Als Dietrich II. 1499 Propst von Soest wurde, erklärt er, dass der ihm überlassene Reifferscheidsche Hof in Köln an das gräflich wittgensteinsche Haus zurückfallen solle.
Der Linneper Hof fiel einige Jahre später an einen Enkel der Eva von Linnep, den Kanoniker Friedrich d. J. von Neuenahr (1504–1527), einen Sohn des Gumprecht I. von Neuenahr-Alpen. Er galt als nächster Erbe des 1461 verstorbenen Domherren Dietrich von Linnep im geistlichen Stand. 1518 ließ der Kanoniker an St. Gereon Leonhard Maiss d. Ä. († 1528) „aus Freundschaft“ zu den Neuenahrer Grafen auf seine Kosten für 600 Gulden sechs neue Zinshäuser (Mietshäuser) vor dem Reifferscheider Hof auf dem Domhof bauen, da die früher dort stehenden Häuser verfallen waren und ein freier Platz entstanden war. Die Zinshäuser hatten eine gemeinsame Wand mit dem Linneper Hof. Wilhelm II. von Neuenahr († 1552) und Amalie von Wertheim (1460–1532), die Witwe des Erbvogts Gumprecht (I., III.) V. von Neuenahr-Alpen (1465–1504), sicherten Maiss als Vormünder von Friedrich d. J. von Neuenahr im Gegenzug eine Rente von 30 Guldgulden zu; der Hof solle ein „erffhoff des neisten gebloitz und stampz Lynnep doemherr zu Coele“ bleiben.
1528 verzichtete Erbvogt Gumprecht (II., IV.) VI. von Neuenahr-Alpen († 1555) als einziger Bruder des im letzten Jahr verstorbenen Friedrich endgültig auf den „Erbklosterhof, später Reifferscheider und jetzt Linneper Hof genannt, auf dem Domhof zu Köln“, zugunsten von Domkeppler Georg von Sayn-Wittgenstein († 1558) als nächstem geistlichem Erben der Herren von Linnep. Bernhardt Maeß, Kanoniker zu St. Gereon in Köln, erklärte sich bereit, auf 200 Goldgulden zu verzichten, die er in den Linneper Hof bzw. die damit verbundenen Mietshäuser auf dem Domhof zu Köln verbaut hatte, falls später einmal Söhne des Grafen Gumprecht Domherren würden.  Noch 1532 nutzte Gumprecht (II., IV.) VI. das Haus. In den Folgejahren erscheint Georg von Sayn-Wittgenstein als Eigentümer des Hofes.

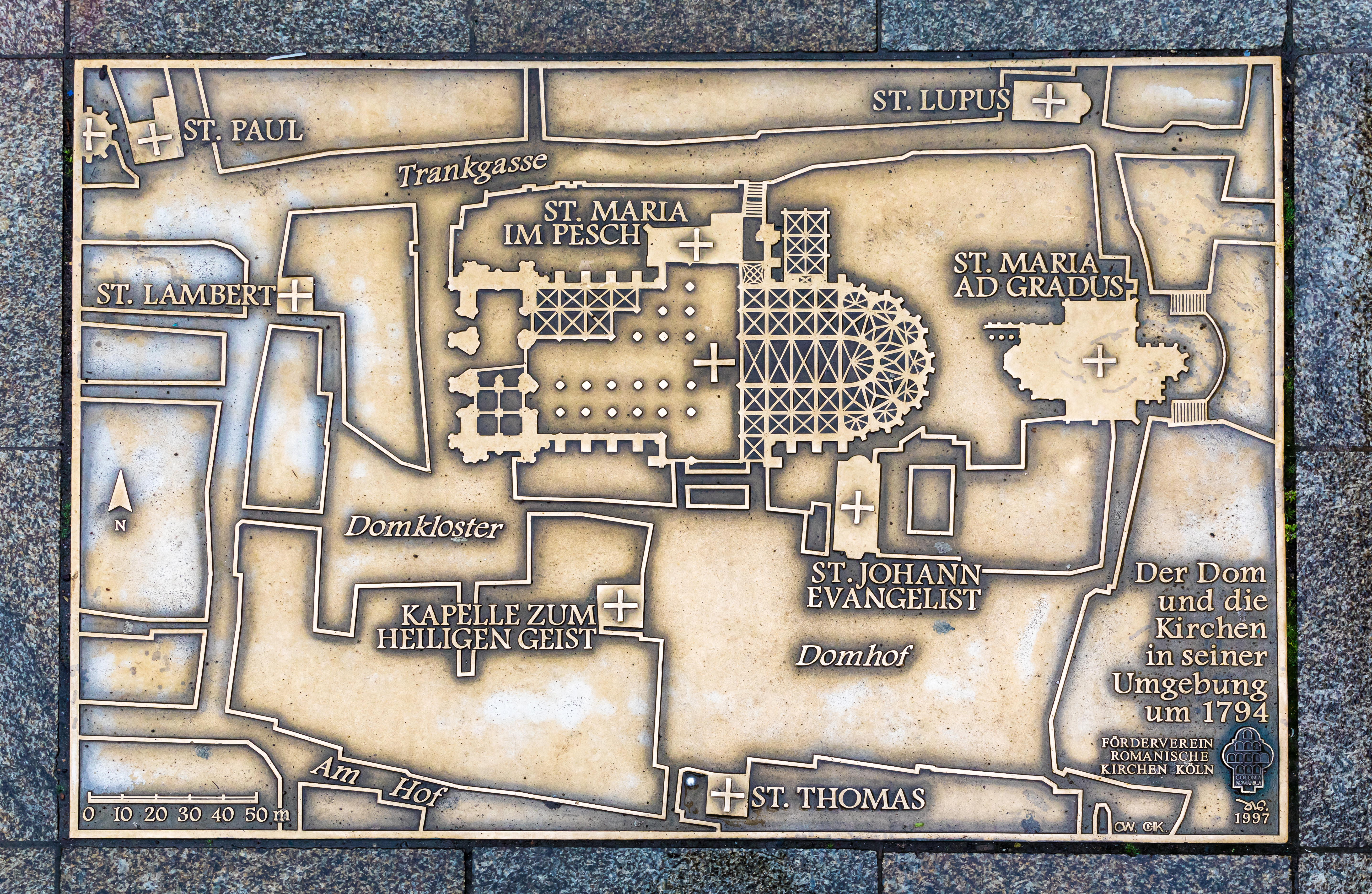
Umgebung des Kölner Doms um 1794, Bronzeplatte auf dem Roncalliplatz

1534 war der „Lenneper hoff, olim (=früher) Ripperscheidt“ an den Bürger Mathias Vorsbach († 1557) vermietet, der dort mit seiner Frau Jutta von Lachem († nach 1607; ⚭ II. Helmig von Siegburg) und seiner Familie wohnte. Gegen Matthias Vorsbach wurde ab 1551 ein Inquisitionsprozess geführt, weil er sein Kind nicht als Säugling taufen lassen wollte; er starb in der Haft in Brühl. Georg von Sayn-Wittgenstein stellte den Linneper Hof 1552 dem Domdechanten und späteren Erzbischof Johann Gebhard von Mansfeld (1524–1562, reg. 1558) zur Verfügung.
1747/50 kaufte das Erzbistum Köln von der Dompräsenz des Domkapitels den Linneper Hof neben der Kirche St. Johannes Evangelist, um Platz für einen Neubau des Erzbischöflichen Priesterseminars zu gewinnen, der 1746 bis 1748 von Michael Leveilly auf dem Domhof errichtet wurde. Das Priesterseminar wurde 1827 verlegt, das Gebäude auf dem Domhof 1864 abgerissen.